# Salomona gamma
Salomona gamma är en insektsart som beskrevs av Ludwig Redtenbacher 1891. Salomona gamma ingår i släktet Salomona och familjen vårtbitare. Inga underarter finns listade i Catalogue of Life.